# Prunus rivularis
Prunus rivularis, được biết đến với cái tên như mận thung lũng, là một loại cây bụi thuộc chi Mận mơ, được tìm thấy chủ yếu ở miền trung Hoa Kỳ. Prunus trong tiếng Latin nghĩa là "quả mận", trong khi rivularis có nghĩa là "gần suối".
P. rivularis được tìm thấy tại nhiều bang thuộc Hoa Kỳ, như Arkansas, phía nam Illinois, đông nam Kansas, Kentucky, bắc Louisiana, Mississippi, Missouri, tây nam Ohio, Oklahoma, Tennessee và Texas.

## Mô tả
P. rivularis là một loại cây bụi rụng lá với cành nhánh mảnh mai. Lá đơn, mọc xen kẽ trên thân cành, hình elip, dài 5 – 6 cm và rộng 2 – 3 cm, có răng cưa. Hoa lưỡng tính, thường nở thành cụm vào khoảng tháng 3 đến tháng 4, đường kính 12 – 16 mm; 5 cánh hoa màu trắng muốt, dài 5 mm, trung bình mỗi hoa có 20 nhị vàng, dài 4 – 6 mm; lá đài dài 2 mm, cuống hoa dài 13 – 16 mm. Quả hạch hình cầu, màu đỏ cam, dài 17 – 22 mm, chín vào cuối tháng 7, vị ngọt xen lẫn chút đắng.
P. rivularis có thể mọc trên cát, đá vôi hoặc đất sét. Nó thường mọc ven bờ suối, hẻm núi, thung lũng. Độ pH của loài này lớn hơn 7,2. Tất cả các thành viên của chi Mận mơ đều chứa amygdalin và prunasin. Các chất này được tìm thấy trong lá và hạt, khi hòa tan trong nước tạo thành hydro xyanua với mùa hạnh nhân đặc trưng.

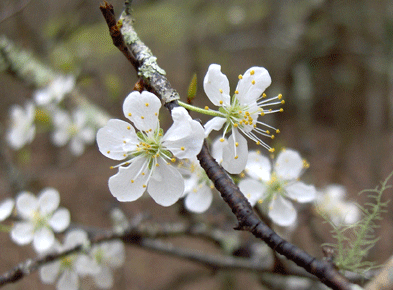
Hoa của loài mận thung lũng

## Sử dụng
Quả của P. rivularis là một nguồn thức ăn cho chim và động vật có vú khác; hoa của chúng thu hút khá nhiều ong và bướm. Chúng cũng được ăn bởi những người da đỏ bản địa của Texas. Lá của P. rivularis được dùng để sản xuất thuốc nhuộm màu xanh lá hoặc màu xám đậm. Các chất amygdalin và prunasin trong lá và hạt cũng được dùng để làm thuốc.